# ملعب أو نيسي
ملعب أو نيسي هو ملعب كرة قدم يقع في ليبيريتس، جمهورية التشيك، يتسع لجلوس 9،900 متفرج. وهو الملعب البيتي لنادي سلوفان ليبيريتس ويستضيف في بعض الأحيان مباريات للمنتخب التشيكي لكرة القدم.

## التاريخ
بدأ بناء الملعب في 1933. تم تجديده في 1995 و2001.